# Allan Simonsen
Allan Rodenkam Simonsen (Vejle, 1952. december 15. –) Európa-bajnoki bronzérmes dán labdarúgó, edző. A Borussia Mönchengladbachban vált híressé, ahol 1975-ben és 1979-ben is elhódította csapatával az UEFA kupát. 1982-ben megnyerte a Barcelonával a KEK-et. Ő az egyetlen játékos, aki BEK, KEK és UEFA-kupa döntőben is gólt szerzett. 1977-ben elnyerte az Aranylabdát.
55 alkalommal szerepelt a dán válogatottban, és 20 gólt szerzett. Játszott az 1972-es olimpián, az 1984-es Európa bajnokságon és az 1986-os Világbajnokságon is. 2008 novemberében beválasztották a dán labdarúgók dicsőségcsarnokába.
1991-ben edzőként kezdett dolgozni. A Vejle BK után 1993 és 2001 között a feröeri, majd a luxemburgi válogatottat irányította. Jelenleg a másodosztályú FC Fredericia általános menedzsere.

## Díjak
Országos
- Dán bajnok : 1971, 1972 és 1984 - Vejle
- Dán kupagyőztes : 1972 - Vejle
- Német kupagyőztes : 1973 - Mönchengladbach
- Német bajnok : 1975, 1976 és 1977 - Mönchengladbach
- Spanyol kupagyőztes : 1981 - Barcelona

Európai
- UEFA kupa győztes : 1975 és 1979 - Mönchengladbach
- KEK győztes : 1982 - Barcelona
- Aranylabdás : 1977